# Elisabeth Zorghestraat

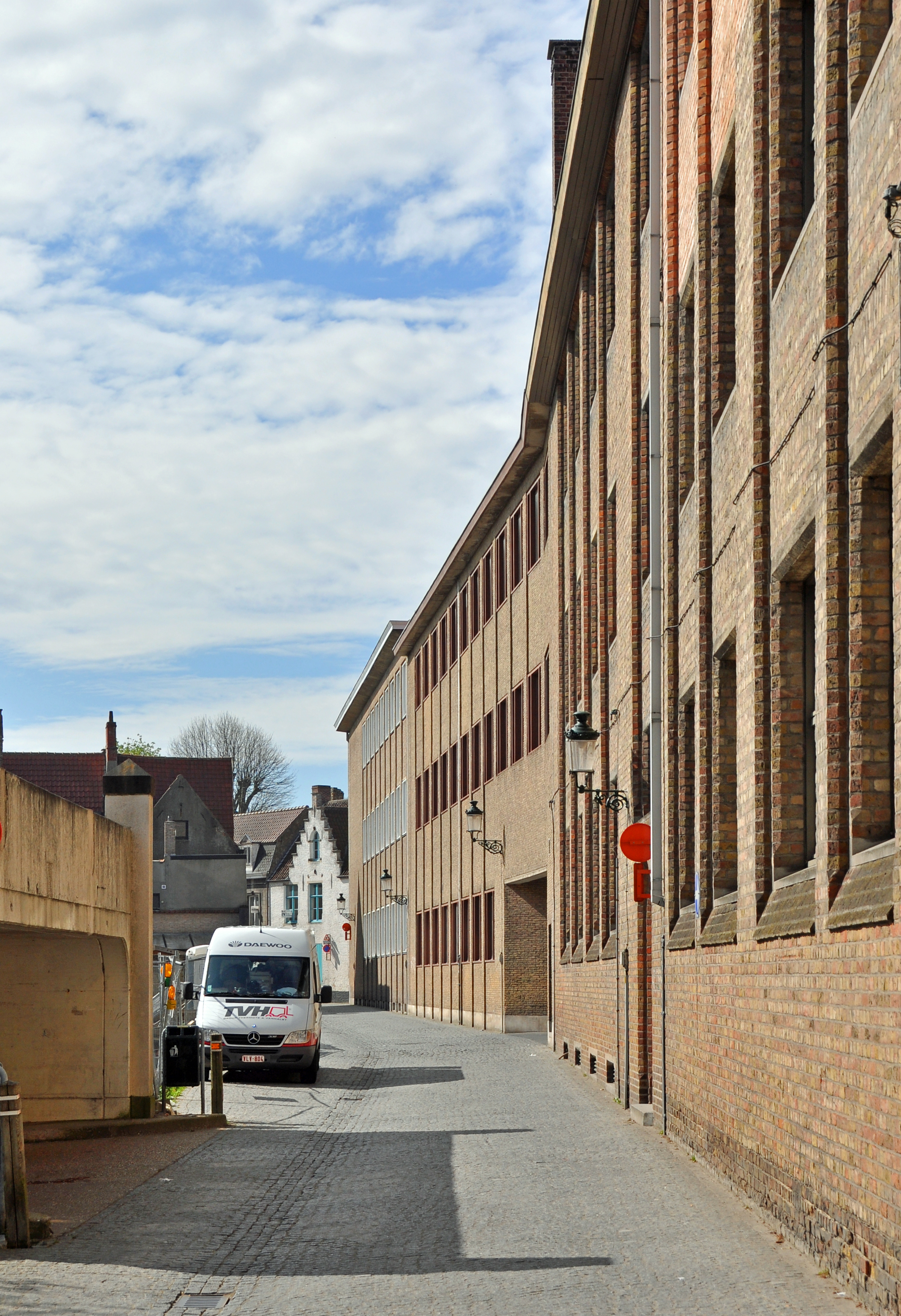
De Elisabeth Zorghestraat in zuidelijke richting gezien

De Elisabeth Zorghestraat is een straat in Brugge.

## Beschrijving
Deze straat heette in de middeleeuwen ofwel Kleine Carmersstrate ofwel Bachten s'Caermerschoor (achter het koor van de kerk van het karmelietenklooster).
Rond 1632 kocht Elisabeth Zorghe in deze straat een 'badstoof' genaamd Het Swaenken en een bordeel genaamd Het Wit Huys. Ze liet ze slopen en liet dertien huisjes bouwen bestemd voor ongehuwde vrouwen en weduwen. Ze was de enige dochter van Pauwel Zorghe en Anna Weytens. Hij was griffier van zijn geboortestad Gistel en kwam in Brugge wonen, waar hij in 1604 in de Sacramentskapel van de Onze-Lieve-Vrouwkerk werd begraven.
Toen Elisabeth Zorghe 83 was, overleed ze, op 7 februari 1654. Ze werd in de kerk van de karmelieten begraven, aan wie ze de helft van haar bezittingen schonk. Haar portret werd gemaakt op haar sterfbed en wordt bewaard in het Museum van de Potterie.
In 1923 kreeg de brouwerij Aigle Belgica vergunning om de huisjes te af te breken, in functie van de uitbreiding van de onderneming. In vervanging bouwde ze een hofje in de Stijn Streuvelsstraat, met twaalf huisjes.
De Elisabeth Zorghestraat werd architecturaal nog verder afgebouwd in de twintigste eeuw. Het Sint-Leocollege bouwde er kazerneachtige gebouwen voor klaslokalen en na de verdwijning van de brouwerij werd vanaf 1980 een halfondergrondse garage en een halfbovengrondse huizenreeks gebouwd. Na meer dan drie decennia bleef dit complex nog steeds onafgewerkt. Men waant er zich in een te slopen gebied, eerder dan in het hart van de werelderfgoedstad Brugge.
De straat loopt van de Carmersstraat naar de Snaggaardstraat.